# Конституция свободы
Конституция свободы — книга Фридриха фон Хайека, вышедшая в 1960-м. В данном труде Хайек акцентирует внимание на негативном влиянии государства на экономику,  критикует государства социалистической направленности, а также выдвигает тезисы о случаях, когда покупка монополистического товара является для покупателя принуждением.
Эти тезисы о принуждении будут впоследствии критиковаться другим представителем австрийской экономической школы Мюрреем Ротбардом.